# Apologia da história
Apologia da História ou O Ofício de Historiador (título original, publicado por Lucien Febvre em 1949, Apologie de l´histoire ou Métier d´historien), é publicação póstuma do historiador Marc Bloch, co-fundador da revista Annales em 1929. Esta obra incompleta, redigida durante sua participação na Resistência Francesa na rede Franc-Tireur em Lyon, foi interrompida pelo fuzilamento do autor em 1944 nesta mesma cidade, pela Gestapo.
Nesta obra, Marc Bloch expõe elementos de metodologia de pesquisa em História, partindo de uma indagação de seu filho "Papai, então me explica para que serve a história." (BLOCH, 2001, p.41), visando expor para leigos e acadêmicos sua visão de história. Os capítulos são:
- Capítulo I - A história, os homens e o tempo
- Capítulo II - A observação histórica
- Capítulo III - A crítica
- Capítulo IV - A análise histórica
- Capítulo V - (sem título)

## Conteúdo
Marc Bloch nasceu em Lyon (França) no ano de 1886 e morreu em 1944 fuzilado pelos nazistas durante a II Guerra Mundial, tendo participado ativamente da Primeira Guerra Mundial entre 1914 e 1918. Juntamente com Lucien Febvre fundou a Revista dos Annales iniciando os estudos acerca da História das Mentalidades, problematizando os seus acontecimentos, não se detendo apenas aos fatos. Além do livro em questão, escreveu outras obras célebres como Os Reis Taumaturgos e A sociedade Feudal.
Seu último livro Apologia da História ou O Ofício do Historiador escrito em cativeiro e inacabado tornou-se uma leitura obrigatória aos historiadores por condensar as primeiras ideias da Escola dos Annales. O livro é disposto em cinco capítulos, sendo o último inacabado. Em suma o livro busca desconstruir a escola historiográfica anterior — os Metódicos, que chamam de positivistas — criando um novo método para os historiadores. Buscando assim a interdisciplinaridade, e um diálogo com as Ciências Sociais, não se atendo apenas aos fatos, mas sim a problematização, aliando a outras áreas do conhecimento para se chegar a um saber racional e científico — nota-se aqui que Bloch, assim como historiadores anteriores (metódicos) não renunciou a História quanto ciência.
Num primeiro momento, Capítulo I: A história, os homens e o tempo, traz em seu título o que o autor pretende representar: o homem quanto sujeito da sua história. Não mais uma História atrelada apenas aos fatos, às datas, aos relatos. Busca-se a partir de então, uma história que consiga compreender as relações que se deram através dos fatos, suas problematizações e seu contextos históricos. Indicando dessa maneira que o seu objeto não era o passado, mas o homem, mais precisamente os homens no tempo. Porém nunca se esquecendo de aliar o passado com presente, uma vez que as indagações do presente são o que fazem o historiador voltar-se para o passado.
No Capítulo II: A observação histórica, busca-se através da observação histórica os testemunhos e sua transmissão. O historiador, na sua leitura, não deve se atrelar apenas aos documentos escritos, mas deve trabalhar também os testemunhos não escritos, em particular os da arqueologia. Deixando de ser obcecado pelo relato, sabendo que não vai conseguir saber e conhecer tudo a respeito do passado, construindo assim um conhecimento pautado em vestígios — uma vez que o historiador não têm contato direto com seu objeto de estudo —, reconstruindo esse passado, apoiado-se não apenas na História, mas aberto a outras possibilidades que as outras ciências podem ceder. O autor indica que o passado estará sempre em processo e progresso, mudando muitas vezes seu modo de compreendê-lo, sendo que poderá ser escrito de maneira diferenciada de acordo com a visão de cada historiador e/ou do leitor.
Em A Crítica, capitulo III, nesse capitulo Bloch desenvolve uma “tentativa de uma lógica do método critico”, para que a História pudesse compor o rol das ciências, deixando transparecer que a História para Bloch realmente é uma ciência e que precisava ser reconhecida como ciência igualmente como as outras — como ciências naturais, por exemplo, mesmo que seus antecessores tenham tentado fazer isso, mas ainda considerando a História como inferior —, Marc Bloch tenta justificar a História repassando um método próprio. Com isso o historiador mostrará ao homem um novo caminho “rumo à verdade e, por conseguinte, à justiça”
No capitulo IV: A Análise Histórica o autor usa como exemplo o juiz e o historiador, discutindo se a história deveria julgar ou compreender. Toma como defesa que o historiador deve compreender e não julgar. Não é trabalho do historiador julgar outras civilizações, por exemplo, e sim de compreendê-las. Revelando que uma sociedade não é melhor nem pior que a outra, e revelando que é por meio da análise história que se inicia realmente o trabalho do historiador, sempre atento para os julgamentos. Também defende a ideia de que o historiador é quem faz o seu recorte histórico e, consequentemente “escolhe e peneira” o seu ponto de estudo, indicando que não é obrigatório o saber de todo o conhecimento do passado, uma vez que a noção de fonte é ampliada.
No último capítulo, sem título e inacabado, foram analisadas as causas dos fatos históricos, e que tais causas não são postuladas e sim buscadas, não tendo como pré-determinadas — aqui fazendo uma crítica ao positivismo —, que um acontecimento é atrelado ao outro e que as produções do próprio historiador terá consequências e influências.

## Recepção
O livro é utilizado até os dias de hoje como leitura obrigatória no ensino de história, principalmente quando se trata de teoria, por informar como se estabeleceu as primeiras ideias da Escola dos Annales. Assim nota-se a influência historiográfica atualmente — afinal ainda escrevemos como Annales — e os que colaboraram para a historiografia, sendo fundamental para o entendimento da História. Seguindo esse pensamento não se pode desvincular que uma Escola influenciou a outra.
No decorrer da leitura, Bloch reafirma que não consegue negar seus “pais” (metódicos), o livro em várias partes transparece como um manual para o historiador, assim como Langlois e Seignobos escreveram o seu.
Bloch tenta escrever como um historiador filho do seu tempo, século XX, deve proceder com as ideias repassadas, não mais buscando a verdade absoluta, uma vez que até mesmo as disciplinas ditas exatas, como a física, são revolucionadas com as teorias de Einstein sobre a relatividade. E principalmente a angústia que traz dentro de si do forte nacionalismo construído pelos metódicos, do conceito de nação que repassaram, que construiu as ideias de que uma nação é superior a outra, como o de Hitler que queria formar a sociedade ariana superior a outras sociedades.
O pensamento de Bloch tanto em Apologia da História quanto em seus outros livros visava compreender, problematizar, contextualizar etc., não apenas estudando os fatos isolados, mas também entendendo-os, iniciando primeiramente com a História das Mentalidades, abrindo as possibilidades de análises, de fontes, de escrita, dando certa liberdade ao historiador para não se ater apenas aos documentos oficiais e seguir etapas metódicas para a construção da História.
Sinteticamente, Bloch avalia a responsabilidade do historiador em seu fazer, as fontes documentais enquanto elemento de pesquisa e a visão historiográfica, combatendo a perspectiva de que a história é a ciência do passado e apresentando que a história é a ciência que estuda os homens ao longo do tempo.
Apologia da História é prefaciado por Jacques Le Goff.